# Schnelltest nach Tukey
Der Schnelltest nach Tukey, auch als Tukey’s Quick Test, Tukey’s Pocket Test, Tukey-Duckworth-Test oder Tail Count Test bezeichnet, ist ein statistischer Test, mit dem zwei unabhängige Stichproben im Hinblick auf Unterschiede in der Lage ihrer Elemente miteinander verglichen werden können. Der Test setzt keine Normalverteilung der Daten voraus und zählt damit zu den nichtparametrischen Verfahren. Er ist vergleichsweise einfach durchführbar und eignet sich damit insbesondere für eine schnelle Abschätzung. Benannt ist der Test nach John W. Tukey, der ihn 1959 beschrieb.

## Voraussetzungen und Hypothesen
Die beiden zu untersuchenden Stichproben, deren Elemente mindestens ordinalskaliert vorliegen, müssen unabhängig voneinander und zufällig erhoben worden sein sowie jeweils mindestens fünf Elemente enthalten ({\displaystyle n\geq 5}). Darüber hinaus sollte der Umfang beider Stichproben nicht zu stark voneinander abweichen, Tukey gibt diesbezüglich ein Verhältnis der größeren zur kleineren Stichprobe von weniger als 1,33 an. Die Häufigkeitsverteilungen beider Stichproben sollten vergleichbar sein. Als Nullhypothese {\displaystyle H_{0}} des Tests wird angenommen, dass sich beide Stichproben hinsichtlich der Lage ihrer Elemente nicht unterscheiden. Die Alternativhypothese {\displaystyle H_{A}} geht von einem Unterschied in der Lage aus.

## Durchführung
Für die Durchführung des Tests werden zunächst die Elemente beider Stichproben gemeinsam sortiert, ihre Zugehörigkeit zu einer der beiden Stichproben bleibt dabei erhalten. Anschließend wird überprüft, ob beide Stichproben gegeneinander verschoben sind und damit eine Stichprobe den höchsten und die andere den niedrigsten aller Werte enthält. Sollte dies nicht der Fall sein, sich der höchste und der niedrigste aller Werte also in der gleichen Stichprobe befinden, ist der Test nicht anwendbar.
An den Enden der sortierten Gesamtheit der Elemente beider Stichproben wird dann jeweils die Zahl der Elemente bestimmt, um welche die beiden Stichproben verschoben sind. Es werden also zum einen die Elemente gezählt, die in der Stichprobe mit dem kleinsten gemeinsamen Element kleiner sind als das kleinste Element der anderen Stichprobe, und zum anderen die Elemente, die in der Stichprobe mit dem größten gemeinsamen Element größer sind als das größte Element der anderen Stichprobe. Identische Werte in beiden Stichproben, die am Anfang des jeweiligen verschobenen Endes liegen, werden mit 0,5 gezählt.
Die Summe dieser beiden Zahlen ist die Teststatistik {\displaystyle T}, für diese gilt näherungsweise:
- bei {\displaystyle T<7} ist die Nullhypothese {\displaystyle H_{0}} beizubehalten
- bei {\displaystyle 7<T<10} ist die Nullhypothese {\displaystyle H_{0}} zum Signifikanzniveau {\displaystyle \alpha =5\,\%} zu verwerfen
- bei {\displaystyle 10<T<13} ist die Nullhypothese {\displaystyle H_{0}} zum Signifikanzniveau {\displaystyle \alpha =1\,\%} zu verwerfen
- bei {\displaystyle 13\leq T} ist die Nullhypothese {\displaystyle H_{0}} zum Signifikanzniveau {\displaystyle \alpha =0{,}1\,\%} zu verwerfen

Für Stichproben, bei denen das Verhältnis der Stichprobenumfänge den Wert von 1,33 übersteigt, schlug Tukey einen Korrekturwert vor, der aus den Stichprobenumfängen berechnet und von der Teststatistik {\displaystyle T} subtrahiert wird.
In einer von Neave veröffentlichten Weiterentwicklung des Tests wird, bei sonst gleicher Testdurchführung, derjenige Einzelwert der kombinierten Elemente beider Stichproben ausgelassen, dessen Nichtberücksichtigung die Teststatistik maximiert. Für die auf diese Weise modifizierte Teststatistik {\displaystyle T_{N}} gilt näherungsweise:
- bei {\displaystyle T_{N}<10} ist die Nullhypothese {\displaystyle H_{0}} zu akzeptieren
- bei {\displaystyle 10<T_{N}<13} ist die Nullhypothese {\displaystyle H_{0}} zum Signifikanzniveau {\displaystyle \alpha =5\,\%} zu verwerfen
- bei {\displaystyle 13<T_{N}<16} ist die Nullhypothese {\displaystyle H_{0}} zum Signifikanzniveau {\displaystyle \alpha =1\,\%} zu verwerfen
- bei {\displaystyle 16\leq T_{N}} ist die Nullhypothese {\displaystyle H_{0}} zum Signifikanzniveau {\displaystyle \alpha =0{,}1\,\%} zu verwerfen

## Historische Informationen
John Tukey veröffentlichte den von ihm entwickelten Test 1959 als Reaktion auf eine Herausforderung, die Walter Eric Duckworth drei Jahre zuvor während einer Tagung der Royal Statistical Society formuliert hatte. Henry R. Neave beschrieb 1966 eine Modifikation des Tests, der in dieser Form auch als Tukey-Neave-Test bezeichnet wird. Zwei Jahre später untersuchte er außerdem gemeinsam mit Clive W. J. Granger durch Monte-Carlo-Simulationen die Teststärke des Tests in der Originalfassung und der modifizierten Version im Vergleich zu anderen Zwei-Stichproben-Tests. William P. Dunlap und Kollegen führten in den 1990er Jahren weiterführende Poweranalysen mit größeren Stichprobenumfängen durch. Zu den von Tukey veröffentlichten Tabellen mit kritischen Werten zur exakten Bestimmung des Signifikanzniveaus wurden später korrigierte und erweiterte Fassungen veröffentlicht. Wilfred Westlake beschrieb außerdem 1971 einen Test, der als einseitige Version des Schnelltests nach Tukey angesehen werden kann.

## Alternative Verfahren
Der Test der Wahl zum Vergleich von zwei unabhängigen Stichproben ist beim Vorliegen normalverteilter Daten der Zweistichproben-t-Test. Bei nicht normalverteilten Daten kommen als nicht-parametrische Verfahren der Wilcoxon-Mann-Whitney-Test und der Median-Test in Betracht. Der Vorteil des Schnelltests nach Tukey im Vergleich zu diesen Tests ist die einfache Durchführung, die auch ohne Computer oder Taschenrechner und bei moderaten Stichprobengrößen gegebenenfalls durch Kopfrechnen möglich ist.